# Dusicyon
Dusicyon — південноамериканський вимерлий рід хижих ссавців родини Псові (Canidae). 

## Поширення, історія опису
Dusicyon australis мешкав на Фолклендських островах; Dusicyon avus був поширеним у пізньому плейстоцені на півдні Бразилії, на територіях сучасних Уругваю та Аргентини і в південній частині Чилі й вимер близько 1600 років тому, однак існує припущення, що він вимер 500–300 років тому; Dusicyon cultridens відомий лише з викопних решток в Аргентині й жив у середині пліоцену, від 2,8 до 2,6 млн років тому. 